# Vườn quốc gia Amboró
Vườn quốc gia Amboró là một vườn quốc gia nằm ở trung tâm Bolivia. Đây là một khu bảo tồn thiên nhiên với hơn 800 loài chim, 127 loài động vật có vú - trong đó có 43 loài dơi, bao gồm báo, mèo rừng và gấu mặt ngắn Andes. Vườn quốc gia có diện tích 4.425 km ² (1.709 dặm vuông), được bảo vệ tránh xa các khu định cư của con người, săn bắn, khai thác và phá rừng, mặc dù các vấn đề trên vẫn còn tồn tại ở đây. Vườn quốc gia Carrasco nằm liền kề với Amboró tạo thành vùng bảo tồn rộng lớn của cả hai vườn quốc gia.

## Địa lý
Vườn quốc gia này nằm ở phía tây của vùng Santa Cruz tại phần "khuỷu tay" của dãy núi Andes, nơi mà dãy núi Cordillera Oriental uốn cong về phía tây trong hành trình hướng bắc của nó. Vườn quốc gia bảo vệ hệ sinh thái rừng ẩm Tây nam Amazon và Gran Chaco ở cao độ nhỏ hơn và rừng lá rộng ẩm nhiệt đới và cận nhiệt đới (Bolivia Yungas) cùng rừng khô Bolivia ở cao độ lớn hơn.
Hệ thực vật của vườn quốc gia dao động từ 300 đến 3.500 mét so với mực nước biển với lượng mưa hàng năm dao động từ 1.400 tới 4.000 mm.

## Động thực vật
127 loài động vật có vú đã được tìm thấy tại đây, trong đó có 43 loài dơi. Trong số các động vật có vú lớn, người ta còn tìm thấy gấu bốn mắt, báo đốm, và thú ăn kiến khổng lồ. Vườn quốc gia có mức độ đặc hữu cao, 105 loài động vật lưỡng cư, trong đó có 50 loài cóc.
Số lượng các loài chim quan sát trong khu vực là trên 840 loài, chiếm hơn 60% tổng số loài của quốc gia Nam Mỹ này. Ngoài ra là 109 loài loài cá đã được xác định, có mặt tại các đồng bằng phù sa dưới 700 m. Trên độ cao 1.000 m, sự đa dạng loài của cá giảm xuống mãnh liệt.
Amboró là một trong những vườn quốc gia giàu có nhất trên thế giới về các loài thực vật với số lượng được ghi nhận khoảng 3.000 loài. Quần đảo đảo Hawaii có diện tích gấp 6 lần vườn quốc gia cũng chỉ có 2.800 loài, hay quần đảo Anh (gấp 65 lần diện tích của Amboró) chỉ có khoảng 2.000 loài. Hay là toàn bộ vùng thực vật California một trong những nơi đa dạng nhất trên thế giới cũng chỉ có 8.000 loài, cũng chỉ gấp 2,5 lần trong khi diện tích của nó gấp 170 lần. Các loài thực vật đặc hữu bao gồm gụ, thông, óc chó, dương xỉ khổng lồ cùng với vô số các loài phong lan.